# 白腹林蜂鸟
是雨燕目蜂鸟科的一种鸟类。
白腹林蜂鸟体重约3.9克，翼长约39.2毫米，嘴峰长约21毫米，喙宽度约1.4毫米，喙厚度约1.5毫米，跗蹠长约4.4毫米，尾长约21.4毫米。白腹林蜂鸟在其分布区内为留鸟，其栖息在半开放的高大树木组成的森林中，食性为草食性，主要食物来源是植物的花蜜。
白腹林蜂鸟分布于哥伦比亚至玻利维亚西部科恰班巴的安第斯山脉地区。该物种是单型物种，没有亚种分化。